# Опека (компания)
СГЦ «Опека» — российская частная компания, социальный гериатрический центр, занимающийся созданием и содержанием домов престарелых. Работает с 2008 года преимущественно в Санкт-Петербурге и Ленинградской области, одна из крупнейших организаций в России в данной области социального предпринимательства.

## История
Компания основана в 2008 году под названием «Всегда рядом» предпринимателем Алексеем Мавриным, ранее работавшим в сфере сертификации товаров и услуг. «Как-то раз на городском празднике мне довелось поработать волонтёром — мы помогали одиноким старикам. Ходили по домам, делали какие-то самые элементарные бытовые вещи. Тогда я столкнулся лицом к лицу с этими людьми, увидел, как они нуждаются не то что в профессиональной заботе — в обычном человеческом общении. Захотелось сделать что-то, чтобы им помочь».
Первое время компания занималась предоставлением услуг сиделок в больницах и на дому, затем возникла идея открытия собственного пансионата. На имеющийся стартовый капитал в размере 1 млн рублей в пригороде Санкт-Петербурга был открыт первый пансионат, занимающийся бытовой реабилитацией и предоставлением медико-социальных услуг. В 2011 году компания, состоявшая на тот момент из трёх пансионатов, вошла в состав Социального гериатрического центра «Опека», началось привлечение инвестиционных и кредитных средств, руководством был разработан проект «Достойная старость», предусматривающий расширение сети и уменьшение стоимости для проживающих. По состоянию на 2012 год сеть включала уже пять полноценных пансионатов, расположенных в Ленинградской области: «Источник», «Европейский-1», «Европейский-2», «Домашний» и «Южный».
В 2013 году «Опека» выиграла всероссийский конкурс социальных предпринимателей фонда региональных социальных программ «Наше будущее» и получила беспроцентный заём в размере 5 млн рублей сроком на 5 лет. Основатель фонда, известный российский бизнесмен Вагит Алекперов, лично посетил один из пансионатов и остался доволен увиденным: «Я до глубины души был тронут, когда увидел здесь пожилых людей, которые находят счастье в таком возрасте, в тех условиях, которые созданы „Опекой“». На эти средства в Санкт-Петербурге был открыт первый городской пансионат, шестой по счёту. По данным журнала «Эксперт», в этот период компания стала крупнейшей в России частной сетью домов престарелых.
В 2014 году Алексей Маврин получил всероссийскую премию «Импульс добра» за создание крупнейшей в России сети частных пансионатов для пожилых людей, одержав победу в номинации «За личный вклад в развитие социального предпринимательства». В то время как годовой оборот компании возрос до 100 млн рублей.
Журнал «Сноб» в 2015 году выделил «Опеку» в числе пяти успешных российских компаний в сфере социального бизнеса, по данным издания оборот компании исчисляется 130 млн рублей, рентабельность составляет около 20 %. СГЦ «Опека»
сотрудничает с Геронтологическим обществом Российской академии наук, является членом Российской ассоциации паллиативной медицины и планирует открыть паллиативное отделение на базе одного из своих пансионатов.

## Деятельность
Содержание людей преклонного возраста осуществляют девять пансионатов, находящиеся в Санкт-Петербурге, Ленинградской области и Москве. Стоимость проживания варьируется от 1650 до 5000 рублей в сутки, в зависимости от срока пребывания, предоставляемых услуг и состояния здоровья клиентов. Постояльцам обеспечен круглосуточный социальный уход: помощь в принятии пищи, передвижении, сопровождение на прогулки, смена памперсов. Сотрудники пансионата проводят контроль состояния и самочувствия (замер температуры и давления), а также приёма назначенных лечащим врачом лекарственных препаратов, помогают в проведении гигиенических процедур, используется специализированное оборудование и средства технического ухода (функциональные кровати, инвалидные коляски, ходунки, противопролежневые матрацы). В каждом пансионате предусмотрен комплекс мероприятий по бытовой реабилитации, организованный досуг, проведение праздников, концертов, занятия арт-терапией, индивидуальная и групповая работа с психологом.
Врачи «Опеки» обеспечивают постояльцам восстановительное лечение после инсульта, травм, операций. Пациенты проходят осмотр у терапевтов-гериатров, неврологов, физиотерапевтов. Проводятся инструментальные диагностические услуги (кардиомонитор, электрокардиография), в том числе высокотехнологические исследования (ультразвуковое исследование, магнитно-резонансная томография, компьютерная томография и др.). Немедикаментозная и медикаментозная терапия, организация различных анализов на месте: клинический анализ крови, биохимический анализ крови, общий анализ мочи, исследование уровня фибриногена в крови). Компания обладает государственной лицензией комитета по здравоохранению на осуществление медицинской деятельности в Санкт-Петербурге и Ленинградской области.